# San Antonio Spurs 1982-1983
La stagione 1982-83 dei San Antonio Spurs fu la 7ª nella NBA per la franchigia.
I San Antonio Spurs vinsero la Midwest Division della Western Conference con un record di 53-29. Nei play-off vinsero la semifinale di conference con i Denver Nuggets (4-1), perdendo poi la finale di conference con i Los Angeles Lakers (4-2).

## Classifica
| Squadra           | V  | P  | %    | GB |
| ----------------- | -- | -- | ---- | -- |
| San Antonio Spurs | 53 | 29 | 64,6 | -  |
| Kansas City Kings | 45 | 37 | 54,9 | 8  |
| Denver Nuggets    | 45 | 37 | 54,9 | 8  |
| Dallas Mavericks  | 38 | 44 | 46,3 | 15 |
| Utah Jazz         | 30 | 52 | 36,6 | 23 |
| Houston Rockets   | 14 | 68 | 17,1 | 39 |

## Roster
| N° | Naz.                   | Ruolo | Sportivo        | Anno | Alt. | Peso |
| -- | ---------------------- | ----- | --------------- | ---- | ---- | ---- |
| 00 | Stati Uniti (bandiera) | G     | Johnny Moore    | 1958 | 185  | 79   |
| 1  | Stati Uniti (bandiera) | G     | Oliver Robinson | 1960 | 193  | 82   |
| 5  | Stati Uniti (bandiera) | AC    | Billy Paultz    | 1948 | 211  | 107  |
| 9  | Stati Uniti (bandiera) | G     | Robert Smith    | 1955 | 180  | 75   |
| 10 | Stati Uniti (bandiera) | G     | Mike Dunleavy   | 1954 | 191  | 82   |
| 15 | Stati Uniti (bandiera) | A     | Ed Rains        | 1956 | 201  | 86   |
| 20 | Stati Uniti (bandiera) | GA    | Gene Banks      | 1959 | 201  | 98   |
| 21 | Stati Uniti (bandiera) | GA    | Roger Phegley   | 1956 | 198  | 93   |
| 25 | Stati Uniti (bandiera) | AC    | Coby Dietrick   | 1948 | 208  | 100  |
| 25 | Stati Uniti (bandiera) | AC    | Jim Johnstone   | 1960 | 211  | 111  |
| 30 | Stati Uniti (bandiera) | AC    | Paul Griffin    | 1954 | 206  | 93   |
| 33 | Stati Uniti (bandiera) | AC    | Bill Willoughby | 1957 | 203  | 93   |
| 34 | Stati Uniti (bandiera) | A     | Mike Mitchell   | 1956 | 201  | 98   |
| 35 | Stati Uniti (bandiera) | GA    | Mike Sanders    | 1960 | 198  | 95   |
| 42 | Stati Uniti (bandiera) | AC    | Edgar Jones     | 1956 | 208  | 102  |
| 44 | Stati Uniti (bandiera) | GA    | George Gervin   | 1952 | 201  | 82   |
| 50 | Stati Uniti (bandiera) | C     | Geoff Crompton  | 1955 | 211  | 127  |
| 53 | Stati Uniti (bandiera) | C     | Artis Gilmore   | 1949 | 218  | 109  |

## Staff tecnico
- Allenatore: Stan Albeck
- Vice-allenatore: Morris McHone